# Turcja na Halowych Mistrzostwach Świata w Lekkoatletyce 2010
Reprezentacja Turcji na halowe mistrzostwa świata 2010 liczyła 3 zawodników.

## Kobiety
- Bieg na 3000 m
  - Alemitu Bekele

- Bieg na 60 m przez płotki
  - Nevin Yanit

- Skok w dal
  - Karin Melis Mey